# クリスチャン・クルミッシュ
クリスチャン・クルミッシュ（Christian Crumish）は、オークランド在住のIA（インフォメーションアーキテクト）。
米Yahoo!のパターンライブラリの管理責任者、Yahoo! Developer Networkチームのデザインエバンジェリスト、そしてYahoo! Design Councilのメンバーでもある。
また2008年10月までテクノロジーディレクターとしてにInformation Architecture Institute理事会の委員になっていたが、2008年10月に改選されて、国家財政委員会のポートフォリオを引き受けている。
彼はBarCamp Block、BayCHI、South by Southwest、the IA Summit、Ignite 2 (SF Web 2.0 Expo)やiPhoneDevCampで社会的なパターンについて話している。
有名な著書にDesigning Social Interfacesがある。

## Webサイト
- Christian Crumlish
- Yahoo! Design Pattern Library
- Yahoo! Developer Network Home
- The Information Architecture Institute

## 著書
- Designing Social Interfaces（洋書）